# Museu Integrado de Óbidos
O Museu Integrado de Óbidos é um museu histórico brasileiro criado para recuperar e preservar o patrimônio histórico e cultural da cidade de Óbidos, Pará.

## Histórico
A ideia da criação de um local onde a cultura e o patrimônio histórico de Óbidos pudessem ser preservados, surgiu na turma pioneira do curso de Licenciatura em Letras da Unidade Avançada José Veríssimo (UAJV), campus avançado da Universidade Federal Fluminense do Rio de Janeiro. Em 18 de novembro de 1983 foi fundada a Associação Cultural Obidense (ACOB), cujos objetivos eram e são "recuperar o patrimônio, preservar e dinamizar a cultura regional e manter um núcleo museológico".
Por falta de sede, as primeiras reuniões da ACOB foram efetuadas em residências de associados. Contudo, em 1985, na administração do prefeito Haroldo Tavares da Silva, a prefeitura decidiu patrocinar a ideia do museu. Para isto, foi desapropriado o prédio existente na rua Justo Chermont, 607, onde havia funcionado a sede do Mariano Futebol Clube. Após ser reformado e mobiliado, o imóvel foi entregue à ACOB, sendo o museu inagurado em 2 de outubro de 1985, data em que se comemora a elevação da vila de Óbidos à categoria de cidade.
Em 2023, próximo de completar seu 38º aniversário de fundação, o museu apresenta problemas que assolam as instituições culturais que dependem de doações e repasses de verbas do poder público. O acervo corre o risco de ser perdido por infiltrações, cupins e simples abandono.

## Acervo
O acervo inclui muitos objetos que fizeram parte da vida cotidiana dos habitantes do município, desde peças arqueológicas até projetores de filmes, passando por móveis antigos, armas, e até mesmo o saxofone que pertenceu ao músico Manoel Rodrigues.

## Visitação
O museu funciona de segunda à sábado, das 8h às 14h. A entrada é gratuita.
Os horários podem sofrer alterações em virtude de feriados e dias festivos.